# Dictyna nebraska
Dictyna nebraska là một loài nhện trong họ Dictynidae.
Loài này thuộc chi Dictyna. Dictyna nebraska được Willis J. Gertsch miêu tả năm 1946.